# Cupidesthes
Cupidesthes is een geslacht van vlinders van de familie van de Lycaenidae.  De wetenschappelijke naam en de beschrijving van dit geslacht werden voor het eerst in 1895 gepubliceerd door Per Olof Christopher Aurivillius.
De soorten van dit geslacht komen voor in tropisch Afrika.

## Soorten
- C. abriana Libert, 2010
- C. amieti Libert, 2010
- C. caerulea Jackson, 1966
- C. cuprifascia Joicey & Talbot, 1921
- C. gabunica (Aurivillius, 1899)
- C. hecqi Libert, 2010
- C. henrii Libert, 2010
- C. hilarion Hulstaert, 1924
- C. jacksoni Stempffer, 1969
- C. lithas (Druce, 1890)
- C. michelae Libert, 2010
- C. mimetica Bethune-Baker, 1910
- C. paludicola (Holland, 1891)
- C. paralithas Bethune-Baker, 1926
- C. robusta Aurivillius, 1895
- C. salvatoris Belcastro & Larsen, 2005
- C. thyrsis (Kirby, 1878)
- C. vidua Talbot, 1929